# MISS BRAND-NEW DAY
《MISS BRAND-NEW DAY》，是日本樂團南方之星1984年6月發行的第20張單曲。上華唱片台壓版譯為「新日子女孩」。

## 概要
歌曲《MISS BRAND-NEW DAY》在一開始並非定位為南方之星的單曲CD作品，原先是打算發行名為《海》的CD單曲，但後續發行計畫做了更動，
《海》成為提供給另一日本樂團「Juicy Fruit」的歌曲，《MISS BRAND-NEW DAY》則成為新發行的單曲CD。
因先前《海》的單曲廣告海報已製作完成，於是便直接將海報上的標題名稱修改成「MISS BRAND-NEW DAY」，而之後剩餘的標題名稱仍為「海」的廣告海報則送給了一些南方之星的俱樂部會員。（之後《MISS BRAND-NEW DAY》與《海》仍一同收錄在南方之星專輯《當個萬人迷》中。）
《MISS BRAND-NEW DAY》在當時的首張發售日是在對新作品銷售數據較為不利的星期一，但當日仍衝上了排行榜第10名，後續的最佳成績則為當週第6名。
歌曲名一開始是以英文字母的「MISS BRAND-NEW DAY」定名，但之後慢慢地被報導媒體寫為片假名字詞的，現在南方之星俱樂部網站（sas-fans.net）則是寫成。而「MISS BRAND-NEW DAY」一詞為暗指沉迷於追求名牌的女性，但桑田佳祐表示歌詞的內容比較偏向「迷戀著時尚女性的天真男人狂想曲」。
團員原由子當時使用了合成器效果，讓此作品擁有著當時歌曲流行的「Techno Pop」技術風格。

## 音樂影片
《MISS BRAND-NEW DAY》的 PV影片出現著團員男扮女裝、並在衣裝群襬下做出像是男性勃起的動作。
PV中間段落雖穿插著一段像是幼童用蠟筆塗鴉風格的動畫，但動畫劇情卻是一對小男孩和小女孩在草地上暴露著彼此的生殖器、並且出現了一隻蟲子將小男孩的龜頭給啃蝕掉，最後小女孩將草地上一朵鬱金香接在小男孩殘餘陽具上的內容。
因充斥許多受爭議的段落，此PV一直有禁撥的情況。之後此PV在被收錄在2004發行的DVD《Ultra Southern All Stars》中，但因為出現了遺失先前母帶的問題，因此有出現著拿在先前演唱會上的片段來補入的內容。

## 收錄歌曲
1. 《MISS BRAND-NEW DAY》
※作詞・作曲:桑田佳祐　編曲:南方之星
2. 《難波先生的事務所》
南方之星團員大森隆志第一個收錄在單曲CD的作品，為無歌詞的演奏曲。
※作曲:大森隆志　編曲:南方之星與藤井丈司

## 演奏成員
- 桑田佳祐：主唱（曲1）、合唱（曲2）
- 大森隆志：吉它、合唱（曲1）
- 原由子：電子琴、合唱（曲1）
- 關口和之：貝斯、合唱（曲1）
- 松田弘：鼓、合唱（曲1）
- 野澤秀行：打擊樂器、合唱（曲1）

## 翻唱者
粵語歌手
- 郭富城：翻唱中文歌名《親近多一次》，收錄於專輯「Merry X Mas」（1993年）

日語歌手
- 槙原敬之：收錄於專輯「Listen To The Music」（1998年）
- ：收錄於專輯「KOYANAGI the COVERS PRODUCT 2」（2003年）

## 被收錄其中的專輯
首張收錄
- 《當個萬人迷》（1984年）

精選集收錄
- （1989年）
- HAPPY!（1998年）
- 桑田佳祐&南方之星 二十年超級精選　海之Yeah!（1998年）

其它
- Melody（1985年）

※成為南方之星第23張單曲Melody的c/w曲。

## 外部連結
（日語）南方之星官方俱樂部網站《MISS BRAND-NEW DAY》 （页面存档备份，存于）